# Post scriptum
Post scriptum és una expressió llatina que significa «després d'escrit», abreujat PS. S'empra per a afegir contingut no rellevant al peu un text, un cop s'ha donat aquest per acabat. És una alternativa per no corregir o refer tot el text. També ha esdevingut un procediment literari.
Pot ser intercanviable amb la postdata (PD, ‘després de la data’), però aquesta se sol reservar a les addicions al final d'una lletra quan han estat fets amb posterioritat a la data consignada al document.
Quan els escrits es feien a mà o a màquina d'escriure, l'economia podia ser un motiu suficient en molts casos. Avui dia, amb els sistemes digitals és molt fàcil modificar el cos d'un text, i actualment el principal motiu que hi ha és conservar la forma original de l'escrit, sense afegir cap mena de dada o argument. També es fa servir quan l'autor desitja incloure alguna informació no relacionada directament amb l'assumpte principal del missatge. Són coneguts, en aquest context, els «PS» de Vicent Partal al peu dels seus articles d'opinió editorials al diari VilaWeb.